# Tobey Maguire
Pour les articles homonymes, voir Maguire.
Tobey Maguire, de son vrai nom Tobias Vincent Maguire, né le 27 juin 1975 à Santa Monica, Californie (États-Unis) est un acteur et producteur américain.
Tobey Maguire est principalement connu pour avoir tenu le rôle de Peter Parker / Spider-Man dans la première trilogie cinématographique Spider-Man, réalisée par Sam Raimi. Après l'annulation de Spider-Man 4, qui devait sortir en 2011, le rôle est repris par Andrew Garfield, puis Tom Holland.
Il fut révélé à la fin des années 1990 par plusieurs films comme Pleasantville, de Gary Ross (1998), Wonder Boys, de Curtis Hanson (2000), Ice Storm (1997) et Chevauchée avec le diable (1999).
Durant les années 2010, il livre une performance dramatique dans le drame Brothers, de Jim Sheridan (2009), puis donne la réplique à son ami Leonardo DiCaprio dans Gatsby le Magnifique (2013), de Baz Luhrmann. Puis en 2014, il incarne le champion d'échecs Bobby Fischer dans le film biographique Le Prodige, réalisé par Edward Zwick. En 2021, il fait une apparition remarquée dans Spider-Man: No Way Home où il reprend son rôle de Spider-Man.

## Biographie

### Jeunesse et formation
Ses parents se séparent deux ans après sa naissance, d'où découle une errance de ville en ville, un minimum de moyens et un niveau de vie proche de la pauvreté. Il a quatre demi-frères. C'est donc plus par nécessité que par passion que Tobey quitte l'école et enchaîne les casting publicitaires. Il ne songe pas à en faire son métier et préfère s'orienter, comme son père, vers le métier de cuisinier. Mais sa mère croit en son potentiel et lui donne 100 $ pour s'inscrire à des cours de comédie.

### Débuts (1989-2001)
Son premier rôle était dans "Lucas' Goon à Video Armageddon " dans Vidéokid L'Enfant génial, sorti en 1989 a 14 ans.
Il rejoint Leonardo DiCaprio pour un petit rôle dans Blessures secrètes en 1993.
Ice Storm (1997) de Ang Lee lui permet d'émerger. Il y tient le rôle d'un jeune garçon dépassé par son époque. Après un passage dans la comédie de Woody Allen, Harry dans tous ses états, il joue dans Pleasantville (Gary Ross, 1998). Un film qui permet à l'acteur de se faire connaître du grand publique. Ang Lee fera de nouveau appel à lui, en 1999, pour le western Chevauchée avec le diable.
En 2000, il joue auprès de Michael Douglas dans Wonder Boys. Il figure à l'affiche de Don's Plum, film indépendant tourné en 1996 est sorti dans quelques salles en 2001, mais jamais distribué en Amérique. Il prête sa voix dans Comme chiens et chats en 2001.

### Succès commerciaux (2002-2009)
En 2002, il connait un succès critique et commercial mondial en incarnant Spider-Man dans l'adaptation de Sam Raimi.
La même année, il fait ses débuts de producteur avec La 25e Heure, drame de Spike Lee, porté par Edward Norton.
En 2003, il se distingue en prêtant ses traits au jockey Red Polard dans le biopic Pur Sang, la légende de Seabiscuit, il est également producteur exécutif.
En 2004, il ré-endosse le costume de l'homme-araignée pour Spider-Man 2, toujours réalisé par Sam Raimi. L’accueil critique du film est supérieur au premier.

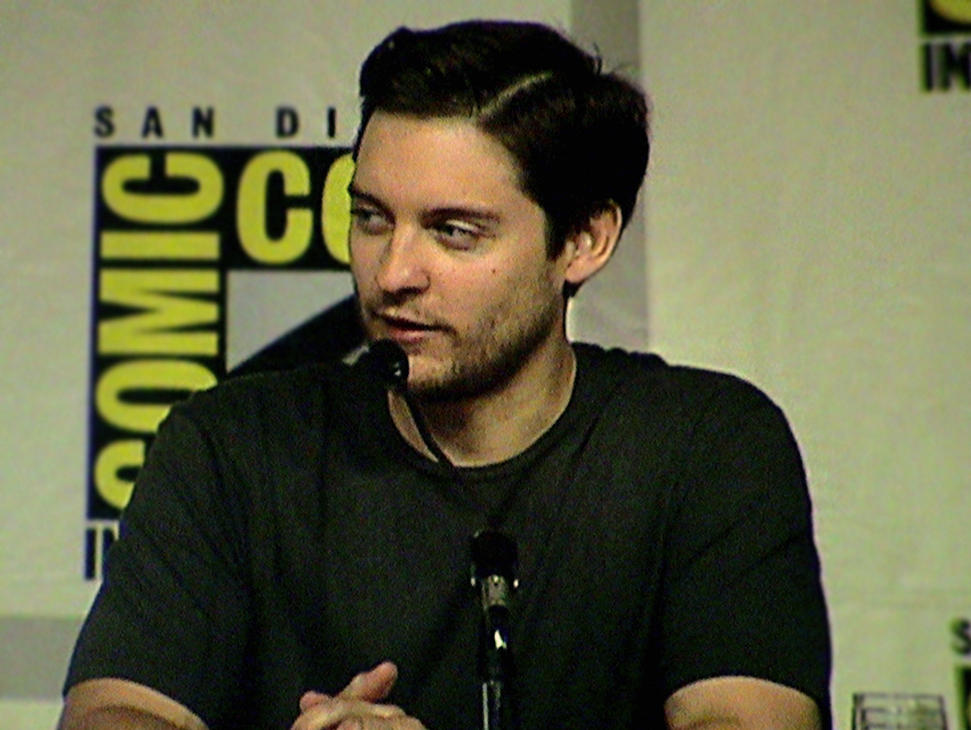
Au Comic-Con de San Diego, en mai 2006, pour la promotion de Spider-Man 3.

En 2006 il joue aux côtés de Cate Blanchett et George Clooney dans The Good German de Steven Soderbergh, film dans lequel il incarne un chauffeur militaire américain violent dans le Berlin de l'été 1945.
Il reprend ensuite avec Spider-Man 3, en 2007. Malgré un accueil critique plus mitigé, le film est le plus gros succès commercial de la franchise.
En 2010, il est néanmoins annoncé que Tobey Maguire n'interprétera plus le personnage de Spider-man. Spider-Man 4 ayant été définitivement annulé par le studio Sony. C'est l’acteur britannique Andrew Garfield qui incarnera le super-héros dans un reboot.

### Retrait progressif et producteur (depuis 2010)

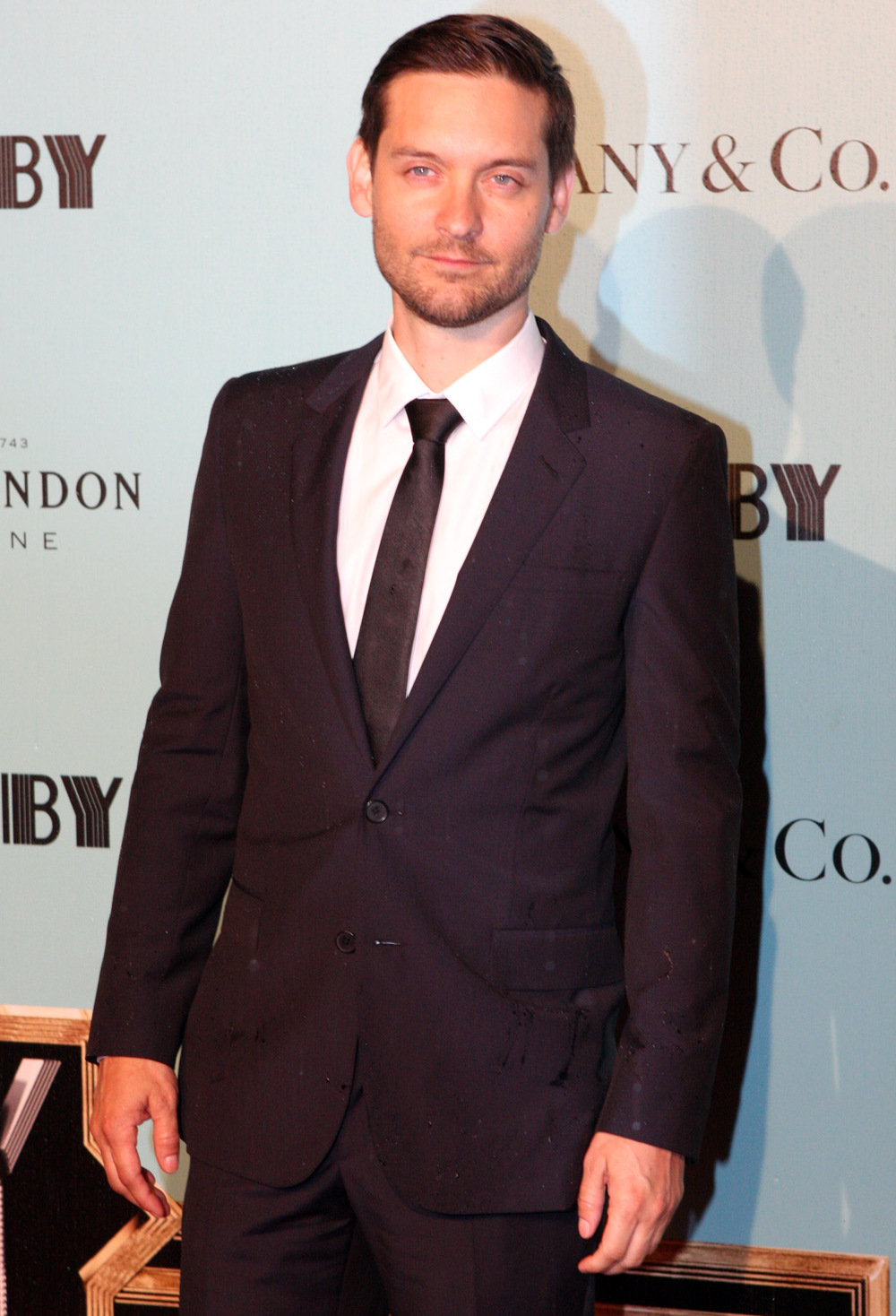
L’acteur à la première australienne de Gatsby le Magnifique, en mai 2013.

En 2011, après l'ère Spider-Man, il livre une performance tourmentée dans le drame psychologique Brothers de Jim Sheridan, dans lequel il incarne un mari de retour d'Afghanistan, se réinsérant avec difficulté auprès de son épouse incarnée par Natalie Portman. Parallèlement, il produit le thriller d'action Le Pacte, avec Nicolas Cage.
La même année, il incarne un quadragénaire torturé dans la comédie dramatique The Details, entouré de Ray Liotta, et de sa partenaire de Spider-Man, Elizabeth Banks.
En 2012, il produit la comédie musicale Rock Forever, avec Tom Cruise.
La même année, il est supposé apparaître dans le film d'aventure de son ami réalisateur, Ang Lee, L'Odyssée de Pi. Mais considéré comme trop connu pour le rôle, il est remplacé par le britannique Rafe Spall.
En 2013, il retrouve son ami Leonardo DiCaprio pour Gatsby le Magnifique, de Baz Luhrmann, dans lequel il interprète le narrateur de l'histoire, Nick Carraway.
La même année il est le narrateur de Last Days of Summer de Jason Reitman, mais apparaît très peu à l'écran, incarnant seulement la version adulte du jeune protagoniste, Henry Wheeler.
En 2014, il tient le rôle principal de la mini-série parodique The Spoils of Babylon, aux côtés de Kristen Wiig, Tim Robbins, Jessica Alba et Val Kilmer. Cette fiction, dont il est également le coproducteur, est un succès et une suite, sans lui, est commandée par la chaine IFC pour l'été 2015.
La même année, il produit le thriller d'action indépendant Good People, porté par son partenaire de Spider-Man, James Franco.
En 2014, il tient le rôle principal du célèbre champion d'échecs américain Bobby Fischer dans Le Prodige (Pawn Sacrifice), un projet porté par l'acteur depuis une dizaine d'années, et qu'il a soutenu en tant que producteur. Mis en scène par Edward Zwick, le long-métrage connait un excellent accueil critique et l'interprétation de Maguire est largement saluée. Le film est cependant un échec commercial.
En 2017, il prête sa voix au film d'animation Baby Boss, dont il fait la narration.
En 2021, il fait son retour devant la caméra en jouant dans le nouveau film de Damien Chazelle, Babylon, qu'il produit également. La même année, il fait son retour dans le rôle de Spider-Man, dans Spider-Man: No Way Home, au côté des deux autres interprètes de ce rôle, Tom Holland et Andrew Garfield.

### Vie privée

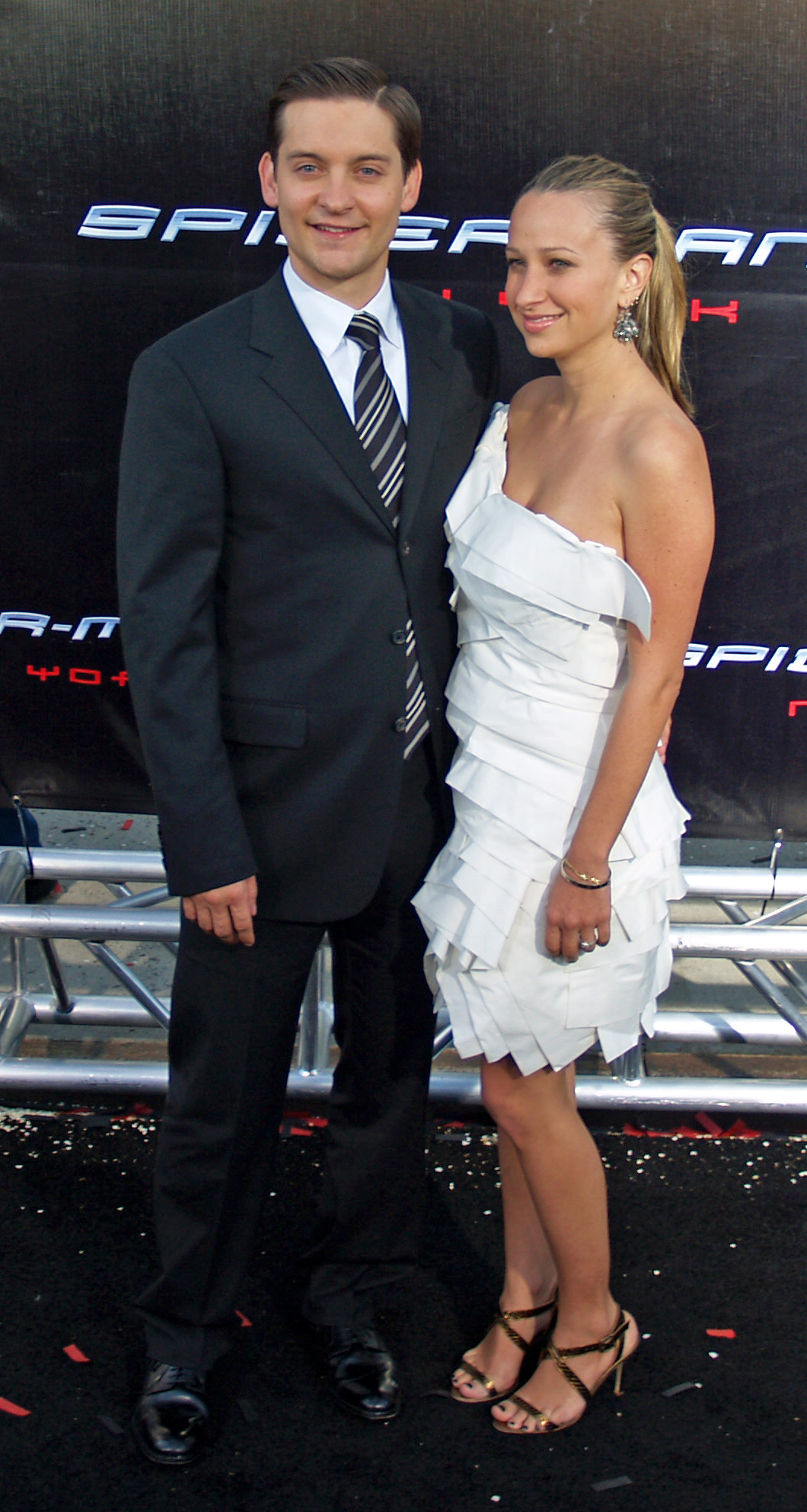
Avec son épouse Jennifer Meyer, à la première new-yorkaise de Spider-Man 3, en avril 2007.

À la fin des années 90, il fréquente l'actrice Rashida Jones.
En 2001, il a eu une brève relation amoureuse avec Kirsten Dunst, pendant le tournage du premier Spider-Man.
En 2002, il se met en couple avec Jennifer Meyer, fille de Ron Meyer, le président des studios Universal Pictures. Ils se marient le 3 septembre 2007 à Hawaï.
Le couple a une fille, Ruby Sweetheart Maguire, née le 10 novembre 2006, et un fils, Otis Tobias Maguire, né le 8 mai 2009.
En octobre 2016, Tobey et Jennifer divorcent après 9 ans de mariage.
Depuis 2018, il est en couple avec le mannequin Tatiana Dieteman.

## Filmographie

### Comme acteur

#### Années 1980
- 1989 : Vidéokid : L'Enfant génial (The Wizard) de Todd Holland : ami de Lucas

#### Années 1990
- 1993 : Blessures secrètes de Michael Caton-Jones : Chuck Bolger
- 1994 : Revenge of the Red Baron de Robert Gordon : Jimmy Spence
- 1997 : Joyride de Quinton Peeples : J. T.
- 1997 : Harry dans tous ses états de Woody Allen : Harvey Stern
- 1997 : Ice Storm (The Ice Storm) d'Ang Lee : Paul Hood
- 1998 : Las Vegas Parano de Terry Gilliam : l'auto-stoppeur
- 1998 : Pleasantville de Gary Ross : David / Bud Parker
- 1999 : L'Œuvre de Dieu, la part du Diable de Lasse Hallström : Homer Wells
- 1999 : Chevauchée avec le diable d'Ang Lee : Jake Roedel

#### Années 2000
- 2000 : Wonder Boys de Curtis Hanson : James Leer
- 2001 : Don's Plum de R. D. Robb (en) : Ian
- 2001 : Comme chiens et chats de Lawrence Guterman : Lou (voix)
- 2002 : Spider-Man de Sam Raimi : Peter Parker / Spider-Man
- 2003 : Pur Sang, la légende de Seabiscuit (Seabiscuit) de Gary Ross : Red Pollard
- 2004 : Spider-Man 2 de Sam Raimi : Peter Parker / Spider-Man
- 2006 : The Good German de Steven Soderbergh : Tully
- 2007 : Spider-Man 3 de Sam Raimi : Peter Parker / Spider-Man
- 2008 : Tonnerre sous les tropiques de Ben Stiller : lui-même
- 2009 : Brothers de Jim Sheridan : Sam Cahill

#### Années 2010
- 2011 : The Details de Jacob Aaron Estes : Jeff Lang
- 2013 : Gatsby le Magnifique (The Great Gatsby) de Baz Luhrmann : Nick Carraway
- 2013 : Last Days of Summer de Jason Reitman : le narrateur / Henry Wheeler (âgé)
- 2015 : Le Prodige (Pawn Sacrifice) d'Edward Zwick : Bobby Fischer
- 2017 : Baby Boss de Tom McGrath : Tim Templeton adulte (voix), le narrateur

#### Années 2020
- 2021 : Spider-Man: No Way Home de Jon Watts : Peter Parker / Spider-Man
- 2022 : Babylon de Damien Chazelle : James McKay
- 2023 : Spider-Man: Across the Spider-Verse de Joaquim Dos Santos, Kemp Powers et Justin K. Thompson : Peter Parker / Spider-Man (images d'archives)

#### Télévision
- 1991 : Marshall et Simon : Trip MacCornac (épisode 8)
- 1992 : Great Scott! : Scoot Melrond (épisode 6)
- 1994 : Walker, Texas Ranger : Danny Parsons (saison 2, épisode 16)
- 2014 : The Spoils of Babylon : Devon Morehouse

### Comme producteur

#### Cinéma
- 2002 : La 25e heure de Spike Lee
- 2003 : Pur Sang, la légende de Seabiscuit (Seabiscuit) de Gary Ross
- 2010 : Country Strong de Shana Feste
- 2011 : Le Pacte (Seeking Justice) de Roger Donaldson
- 2012 : Rock Forever d'Adam Shankman
- 2014 : Dangerous People (Good People) de Henrik Ruben Genz (coproducteur)
- 2014 : Le Prodige (Pawn Sacrifice) d'Edward Zwick (coproducteur)
- 2015 : Les Survivants (Z for Zachariah) de Craig Zobel
- 2016 : La Cinquième Vague (The 5th Wave) de J Blakeson (coproducteur)
- 2022 : Babylon de Damien Chazelle (producteur déléguée)

## Distinctions

### Récompenses
- Saturn Awards 1999 : meilleur(e) jeune acteur ou actrice pour Pleasantville
- 2000 : Toronto Film Critics Association Awards du meilleur acteur dans un second rôle  pour Wonder Boys
- 2002 : Teen Choice Awards du meilleur acteur pour Spider-Man
- 2002 : Teen Choice Awards du meilleur baiser partagé avec Kirsten Dunst pour Spider-Man
- 2003 : MTV Movie Awards du meilleur baiser partagé avec Kirsten Dunst pour Spider-Man
- Saturn Awards 2004 : Meilleur acteur  pour Spider-Man 2
- 2011 : CinEuphoria Awards (es) du meilleur acteur pour Brothers

### Nominations
- Screen Actors Guild Awards 2000 : Meilleure distribution pour  L'Œuvre de Dieu, la part du Diable partagée avec Jane Alexander, Erykah Badu, Kathy Baker, Michael Caine, Kieran Culkin, Delroy Lindo, Kate Nelligan, Paul Rudd et Charlize Theron
- 2001 : Online Film & Television Association du meilleur acteur dans un second rôle pour Wonder Boys
- 2001 : Phoenix Film Critics Society Awards du meilleur acteur dans un second rôle pour Wonder Boys
- 2002 : Golden Schmoes Awards de la célébrité favorite de l'année pour Spider-Man
- 2003 : Black Reel Awards du meilleur film pour La 25e heure partagé avec Spike Lee, Jon Kilik et Julia Chasman
- 2003 : Kids' Choice Awards de l'acteur botteur de derrière préféré  pour Spider-Man
- 2003 : MTV Movie Awards de la meilleure performance masculine pour Spider-Man
- Saturn Awards 2003 : Meilleur acteur  pour Spider-Man
- Empire Awards 2005 : Meilleur acteur  pour Spider-Man 2
- 2005 : Kids' Choice Awards de l'acteur de film préféré pour Spider-Man 2
- 2005 : People's Choice Awards de la star masculine préférée pour Spider-Man 2
- 2005 : People's Choice Awards de l'alchimie à l'écran préférée partagé avec Kirsten Dunst pour Spider-Man 2
- 2007 : National Movie Awards de la meilleure performance pour Spider-Man 3
- 2008 : MTV Movie Awards du meilleur combat partagé avec James Franco pour Spider-Man 3
- 2008 : People's Choice Awards de l'alchimie à l'écran préférée partagé avec Kirsten Dunst pour Spider-Man 3
- Golden Globes 2010 : Meilleur acteur pour Brothers
- 2010 : Prism Awards de la meilleure performance masculine pour Brothers
- Saturn Awards 2010 : meilleur acteur  pour Brothers

## Voix francophones
En France, Damien Witecka est la voix française régulière de l’acteur dans Chevauchée avec le diable, La trilogie Spider-Man, The Good German, Brothers, Last Days of Summer, The Spoils of Babylon et Le Prodige. Alexis Tomassian le double également dans Pleasantville, Pur Sang, la légende de Seabiscuit et Gatsby le Magnifique. À titre exceptionnel, il est doublé par Jérôme Berthoud dans Harry dans tous ses états, Christophe Lemoine dans Las Vegas Parano, Julien Sibre dans L'Œuvre de Dieu, la part du Diable et Hervé Rey dans Wonder Boys.
Au Québec, Hugolin Chevrette-Landesque est la voix québécoise régulière de l'acteur.